# 手足生殖器综合征
手足生殖器综合征（缩写HFGS）是一种遗传突变，会影响发育早期的细胞行为，从而影响手指、腳趾和输尿管的形状。